# Stipa braun-blanquetii
Stipa braun-blanquetii är en gräsart som beskrevs av Fidel Antonio Roig. Stipa braun-blanquetii ingår i släktet fjädergrässläktet, och familjen gräs. Inga underarter finns listade i Catalogue of Life.